# آب‌انبار کهنه بجستان
آب‌انبار کهنه بجستان در بجستان در استان خراسان رضوی واقع شده است.
این بنا مربوط به دوره قاجار می‌باشد که در کنار مسجد جامع شهر ساخته شده و در تاریخ ۱۷ مرداد ۱۳۸۳ با شمارهٔ ثبت ۱۱۰۵۷ به‌عنوان یکی از آثار ملی ایران به ثبت رسیده است.